# Adenocarpus viscosus
El codeso del Teide (Adenocarpus viscosus) es una especie de la familia de las fabáceas, endémica de las islas canarias Tenerife, La Palma y La Gomera.

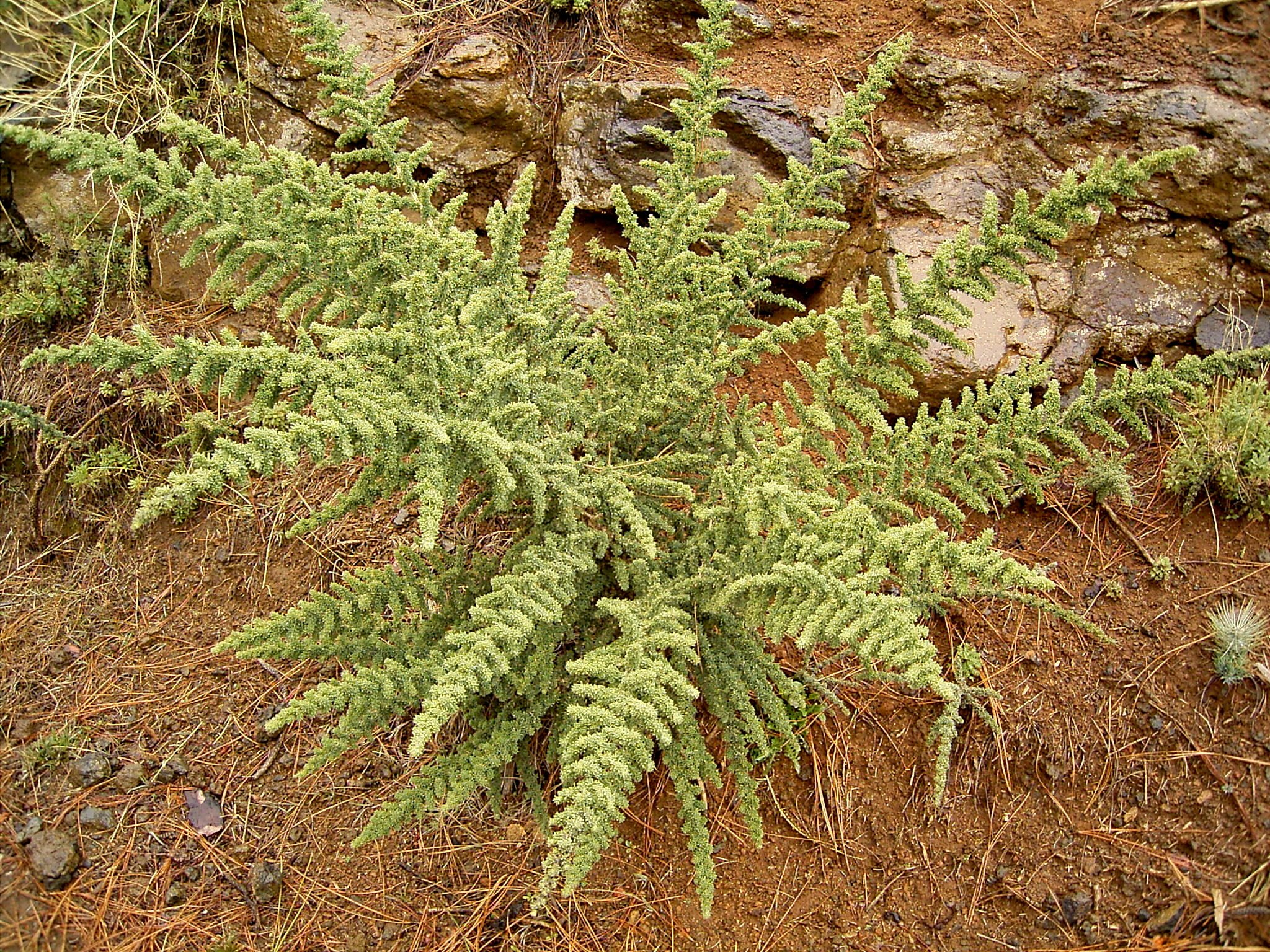
Vista de la planta

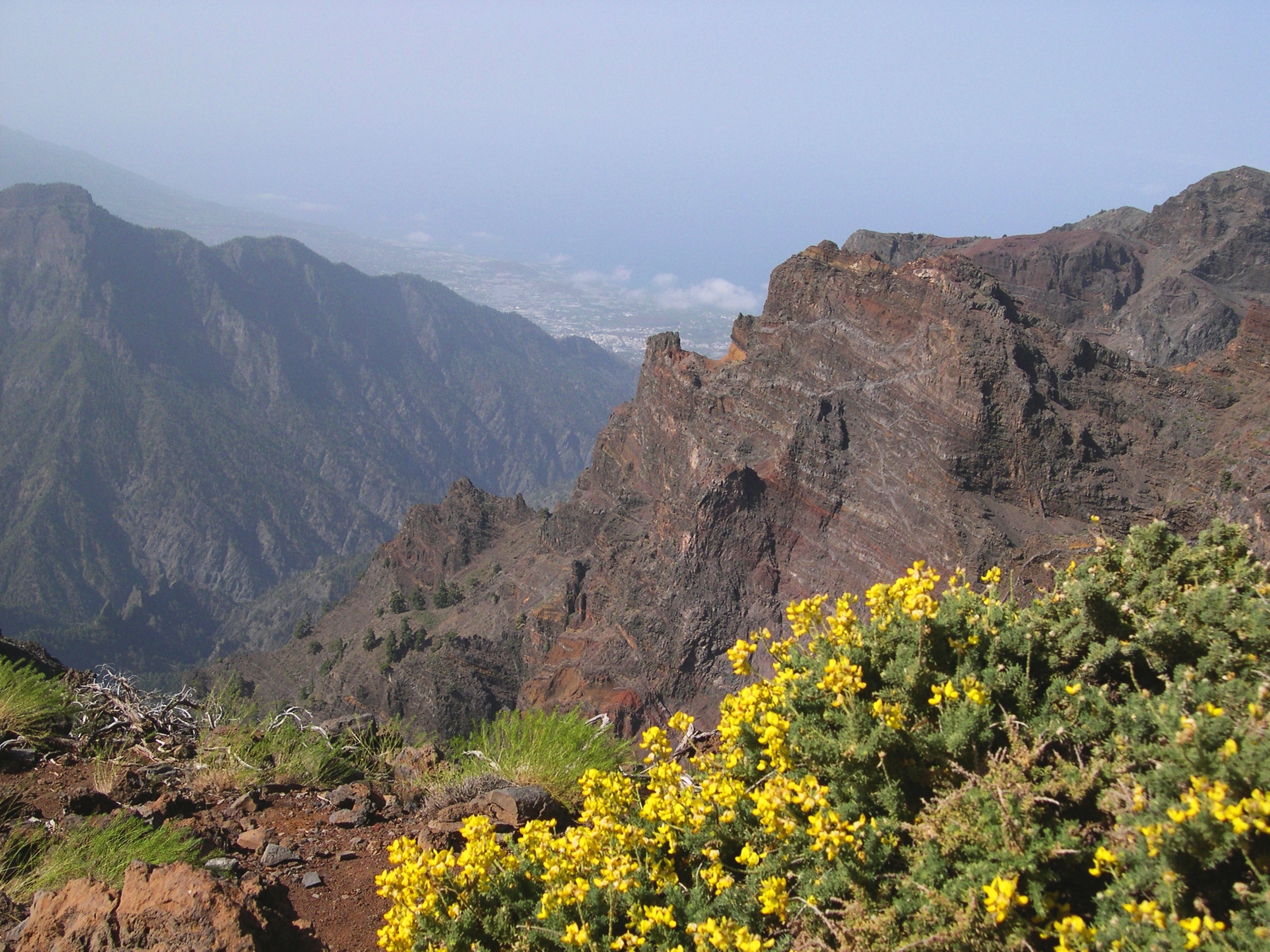
Hábitat en Roque de los Muchachos

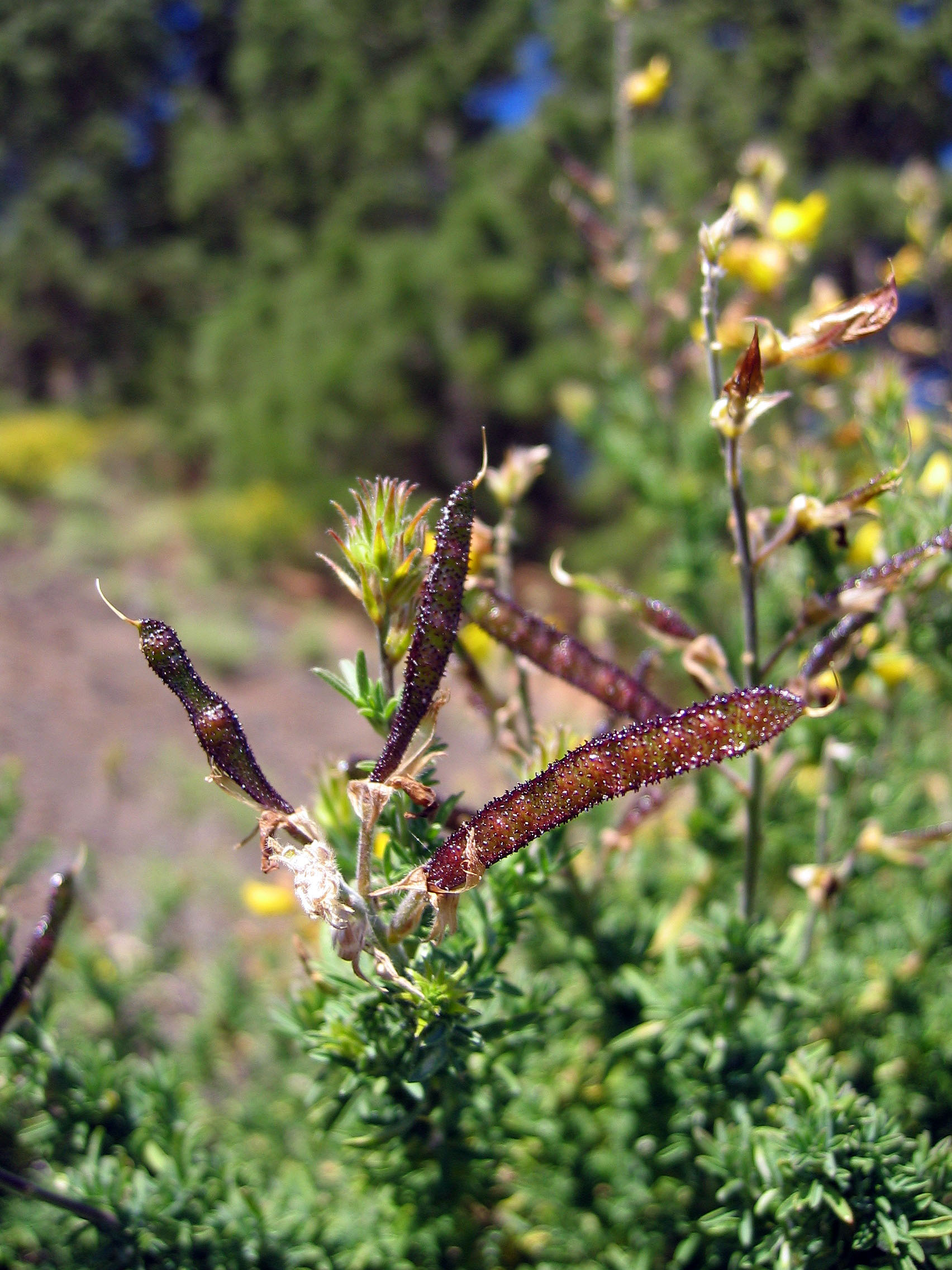
Frutos

## Descripción
Es un arbusto de hoja perenne, frondoso, de porte achaparrado, rastrero y muy ramificado. Llega a alcanzar una altura de entre 30 y 100 centímetros. El crecimiento es rápido y vertical. Las hojas son trifoliadas (en grupos de tres), pequeñas, pegajosas y muy densas.
Sus flores son de color amarillo intenso. El periodo de floración suele ser en mayo. Su fruto es una legumbre, cubierta de papilas glandulares negras, que se abren en la madurez, estallando y dispersando sus semillas.
Se diferencia de las otras especies del género, porque las flores poseen un cáliz con glándulas y el pétalo estandarte es subglabro.
Además, se distinguen dos subespecies: ssp.viscosus en Tenerife y en La Gomera y ssp.spartioides (Rivas-Mart. & Belmonte) en La Palma.

## Distribución
Es endémica de las islas Canarias, donde se la conoce como codeso del Pico (refiriéndose al pico del Teide) o como codeso de la Cumbre. Se puede encontrar a partir de los 1900 m, hasta los 2200 m, sobre el nivel del mar. En la isla de La Palma, en la Caldera de Taburiente y en la isla de Tenerife, donde es un arbusto dominante en el Parque nacional del Teide, en algunas partes del parque natural de la Corona Forestal y en la reserva natural especial de las Palomas.

## Hábitat
La planta crece en zonas donde ejerce el clima subalpino y prefiere hábitats xerófilos. Se encuentra a menudo a gran altitud, en bosques de coníferas, entre pinos canarios (Pinus canariensis), y, también, a mayor altitud, por encima de la línea de los árboles.

## Estado de conservación
A pesar de que todavía no es una especie amenazada, al ser su distribución limitada, es vulnerable a la destrucción de su hábitat, a causa de diferentes especies invasoras y del ser humano.

## Propiedades
Se utiliza en medicina popular en infusión de sus flores, hojas y ramas. Se dice que tiene propiedades antitusivas,  aperitivas y  béquicas. 

## Taxonomía
Adenocarpus viscosus fue descrita por (Willd.) Webb y Berthel. y publicado en Histoire Naturelle des Îles Canaries 3 (2; 2): 32, 1842.
Etimología
Adenocarpus: Nombre genérico que procede del griego aden, que significa "glándula" y karpos, que significa "fruto", haciendo referencia a una característica de las legumbres de estas plantas.
viscosus: epíteto latíno que significa "pegajoso", característica que aparece debido a la presencia de las glándulas en flores y frutos.
Sinonimia
- Adenocarpus anagyrus -Spreng.
- Adenocarpus frankenioides -DC.
- Genista viscosa -Willd.[3][4]

## Nombres comunes
Castellano: codeso, coderso, codeso del Pico, codeso de la Cumbre, codeso del Teide.